# Невралгия
Невралги́я (от др.-греч. νεῦρον — «жила, нерв» + ἄλγος — «боль») — поражение периферических нервов, характеризующееся приступами боли в зоне иннервации какого-либо нерва. В отличие от неврита, при невралгии нет двигательных нарушений и выпадения чувствительности, а в поражённом нерве отсутствуют структурные изменения. Невралгия развивается преимущественно в нервах, проходящих в узких каналах и отверстиях.

## Общие сведения
При так называемой первичной, или эссенциальной, невралгии клиническое обследование не выявляет каких-либо других заболеваний; при вторичной, или симптоматической, невралгии обнаруживаются воспалительные, опухолевые и другие процессы, оказывающие отрицательное действие на нерв.
Невралгия может быть в любой части тела: начиная от головы, заканчивая ступнями ног. В большинстве случаев невралгия появляется в результате различных травм, инфекций или тяжёлых форм простудных заболеваний. Переохлаждение — ещё одна веская причина появления невралгии. В случае длительного течения невралгия переходит в невритическую стадию, то есть появляются выраженные структурные изменения в нерве и выпадение чувствительности.

## Виды невралгии
Наиболее частый вид невралгии — поражение тройничного нерва, реже встречается невралгия большого или малого затылочных, языкоглоточного нервов и др.
- Невралгия тройничного нерва — вид невралгии, образуемый в результате травм лица, воспаления пазух носа, больных зубов или неправильного прикуса. Приступ боли при таком виде невралгии может возникнуть в любую минуту. Боль может появиться из-за горячей или холодной пищи, громкого звука, яркого света, во время чистки зубов. Если больной прикоснется к кончику носа, к десне или верхней губе — это также может вызвать у него приступ боли. Зуд кожи лица и ощущение мурашек сигнализируют о начале приступа. Затем появляется резкая боль, которая продолжается несколько минут. Во время приступа невралгии тройничного нерва больной не может даже открыть рот от боли.
- При межрёберной невралгии у больного появляется сильная боль в области рёбер. Эта боль усиливается при кашле или чихании. Чаще всего этот вид невралгии появляется при остеохондрозе грудного отдела позвоночника.
- Невралгия наружного кожного нерва бедра сопровождается болью в области наружной части бедра. Во время такого заболевания больной чувствует кожное жжение и онемение. Приступ усиливается при любом движении больного.
- Невралгия крылонёбного узла чаще всего возникает внезапно, в ночное время суток. Приступ может длиться от 2–3 часов до двух недель. Всё это время больной чувствует очень сильную боль неба, висков, глаз, шеи. В некоторых случаях боль переходит даже к кистям рук.
- Невралгия языкоглоточного нерва. Этот тип невралгии встречается очень редко. Первыми признаками приступа являются боль в глотке, которая распространяется на ухо и нижнюю челюсть.
- При невралгии затылочного нерва больной чувствует боль от затылка к вискам, а также в области глаз. Самым основным признаком является нестерпимая, пульсирующая боль в голове, возникает на фоне кашля, движения головой[2]. Движения во время приступа могут вызвать даже рвоту больного.

## Симптомы
Боли при невралгии носят приступообразный характер, сопровождаются вегетативно-сосудистыми нарушениями (покраснение кожных покровов, слезотечение и др.), а иногда — болевым тиком — местными судорогами мышц. В других случаях боли становятся непрерывными и проходят только после приёма обезболивающего.

## Лечение
При вторичных невралгиях — терапия основного заболевания; при первичных — инъекции новокаина, витамины группы В.
Специфическое средство лечения невралгии тройничного нерва — противосудорожные препараты. Последние часто оказываются единственным эффективным анальгезирующим средством. Обычно применяют препараты карбамазепина. Лечение проходит длительно, до полного прекращения симптомов.